# Tele Color
Tele Color fue una revista de Editorial Bruguera, lanzada en 1963, que alcanzó 249 números. Pretendía aprovechar la creciente popularidad de los personajes de la televisión recién implantada en el país. Según el investigador Antoni Guiral pasó por tres etapas:

## Primera etapa: 1963-1965
"Tele Color" incluía adaptaciones de los dibujos animados de Hanna Barbera.

## Segunda etapa: 1965-1966
Adaptaciones de Warner Bros. y teleseries estadounidenses sustituyeron a las anteriores:
| Números | Fecha | Título                       | Guionista      | Dibujante                 |
| ------- | ----- | ---------------------------- | -------------- | ------------------------- |
|         |       | Bonanza                      | Howard Stanley | Torregrosa, Félix Carrión |
|         |       | ¡Show Bugs Bunny!            |                |                           |
|         |       | Aventura en el fondo del mar | Víctor Mora    | Juan Escandell            |
|         |       | Silvestre                    |                |                           |

## Tercera etapa: 1966-1967
Con el número 245 se redujo el formato hasta 27 x 19 cm. y aumentó el volumen de la producción autóctona:
| Números | Fecha | Título                                 | Guionista | Dibujante       |
| ------- | ----- | -------------------------------------- | --------- | --------------- |
|         |       | Los viajes de Gulliver                 | Cassarel  | Torregrosa      |
|         |       | Fan Fan                                |           | Cubero          |
|         |       | Topito y Potasito                      |           | Escobar         |
|         |       | Las aventuras de Polvorilla y Castorín | Cassarel  | Torregrosa      |
|         |       | El "Chipirón" y su tripulación         |           | Alfons Figueras |